# Jonas Poulsen
Jonas Poulsen, né le 3 avril 1995, est un coureur cycliste danois.

## Palmarès sur route
- 2012
  - 2e de la Ster van Zuid-Limburg
- 2013
  - 1re étape du Tour du Pays de Vaud
  - 3ea étape du Prix de Saint-Martin Kontich (contre-la-montre par équipes)

## Palmarès sur piste

### Championnats du monde juniors
- Glasgow 2013
  -  Champion du monde de l'américaine juniors (avec Mathias Krigbaum)

### Championnats d'Europe
- Anadia 2012
  -  Champion d'Europe de poursuite par équipes juniors (avec Mathias Krigbaum, Elias Busk et Mathias Møller Nielsen)
  -  Médaillé d'argent de l'américaine juniors